# Germà de Dume
Germà de Dume va ser un bisbe del regne de Toledo, que ocupà la seu de Dume vers 633.
Va signar les actes del IV Concili de Toledo el 633 amb la fórmula en llatí Germanus Monasteri Dumiensis Eclesiae Episcopus. Com és dels primers que signa, se'l suposa amb força antiguitat al bisbat i segurament era una persona gran, raó per la qual Enrique Flórez creu que, probablement, va ser el successor immediat a Benjamí.
Segurament va morir el 638 o una mica abans, perquè la seu de Dume estava vacant al VI Concili de Toledo, i poc després ja va ser elegit el seu successor, Ricimir.